# Вивільга сан-томейська
Вивільга сан-томейська (Oriolus crassirostris) — вид співочих птахів родини вивільгових (Oriolidae).

## Поширення
Птах є ендеміком Сан-Томе, що знаходиться біля західного узбережжя Африки. Він широко поширений на більшій частині острова, за винятком північного сходу, і є найбільш поширеним на південному заході і центральному масиві. Середовищем проживання є тропічні гірські дощові ліси.

### Стан популяції
Згідно з дослідженнями 1998 року середня густина популяції становила дві особини на 25 га. Загальна чисельність популяції виду, за приблизними розрахунками, становить 350—1500 дорослих особин.